# О’Киф, Джон
Джон О’Киф (англ. John O’Keefe; род. 18 ноября 1939, Нью-Йорк, США) — американско-британский нейрофизиолог.
Профессор Института когнитивной неврологии и кафедры анатомии Университетского колледжа Лондона. Член Лондонского королевского общества (1992), Национальной академии наук США (2016). 
Известен открытием нейронов места в гиппокампе и обнаружением того, что они осуществляют временную кодировку в виде тета-ритма. В 2014 году он разделил Нобелевскую премию по физиологии и медицине вместе с Мей-Бритт Мозер и Эдвардом Мозером «за открытие системы клеток в мозге, которая позволяет ориентироваться в пространстве».

## Награды
- Премия Фельдберга[англ.] (2001)
- Премия Грейвмейера[англ.] (2006)
- Премия за выдающийся вклад в британскую нейробиологию от Британской ассоциации нейробиологии[англ.] (2007)[7]
- Премия European Journal of Neuroscience от Федерации европейских нейробиологических обществ[англ.] (2008)[8]
- Премия Грубера (2008)
- Премия Луизы Гросс Хорвиц (2013)
- Премия Кавли (2014)
- Нобелевская премия по физиологии и медицине (2014)
- Annual Review Prize Lecture, высшее отличие Physiological Society[англ.] Великобритании (2016)